# Xenonauts 2
Xenonauts 2 é um jogo jogo de táticas baseadas em turnos desenvolvida pela Goldhawk Interactive. É a sequencia para Xenonauts de 2014.
O jogo está sendo desenvolvido em Unity e será totalmente em 3D ao contrário dos sprites utilizados no seu antecessor. O time de desenvolvimento está tentado manter a atmosfera do jogo original ao mesmo tempo que tenta incorporar novos recursos permitidos pelo motor de jogos 3D que permite coisas como rotação da câmera e o comportamento físico mais realista.
Em Outubro de 2019 a desenvolvedora anunciou que espera liberar o jogo em Janeiro de 2020 mas é provavel que existam atrasos.